# Sirisudhammaraja
Man:Hari, ou em pali Sirisudhammaraja (rei defensor da fé), ou apenas Thirithudhamma, que também se transcreve Tiri-tu-dama, ou Thiri-thu-dhamma (defensor da fé) (Arracão 1602-1638,Mrauk-U) foi rei de Arracão de 1612 a 1638.

## Domínios
Sirisudhammaraja era filha de Min Khamon e de sua esposa Supabhadevi. Tinha uns vinte anos quando sucedeu a seu pai, mas foi apenas em 23 de Janeiro de 1635, 13 anos mais tarde, que foi coroado, porque uma predição antiga dizia que a seguir a essa coroação encontraria a morte.
O seu reino era próspero porque os seus avôs e pais tinha dado ao país uma grande potencia. Além do Arracão, dominava Chittagong e sua província, que apesar de se encontrar geograficamente perto do Arracão, era separado dele por grandes montanhas e habitado por índios bengaleses. Os portugueses estabelecidos em Dianga em frente de Chittagong, piratas pela maioria, eram seus sujeitos e protegiam essa fronteira contra o império do Grão-Mogol, de que dependiam os vice-reinos bengaleses. Havia também uma comunidade portuguesa estabelecida em Mrauk-U sua capital, num subúrbio chamado Daingri-pet. Aí encontrava seus melhores artilheiros e marinheiros. Tinha também a seu serviço cristãos japoneses, exilados voluntários do Japão depois da perseguição dos cristãos que aconteceu nesse arquipélago.

## Sebastião Manrique
O frade Sebastião Manrique que fez uma viagem ao Arracão e ao Bengala, entre 1630 e 1636, encontrou o rei várias vezes, assim como representantes destas diversas comunidades.
Encontrava-se em Dianga quando em 30 de Julho de 1630, chegou uma carta da comunidade portuguesa de Mrauk-U. Dizia essa carta que Sirisudhammaraja, prevenido que os portugueses de Dianga queriam deixar entrar as forças do rei de Dacca (tributário do Grão-Mogol) em Xatigão, tinha mandado uma grande força naval para destruir a povoação. Decidiram então que Manrique, com Gonçalves Tibau (sobrinho ou parente de Sebastião Gonçalves Tibau), iriam falar com o rei para convencê-lo do erro em que estava, e partiram o dia seguinte. 
Encontraram o rei em 25 de Julho, em Maamuni lugar do Arracão onde estava a "Grande imagem", estátua do Buda que a lenda dizia têr sido feita em vida e em presença dele mesmo. Dentro do precinto de Mahamuni, constituído de três pavimentos, no mais alto havia também o sino Yattara "com inscrições mágicas e tábuas astrológicas" gravadas que protegiam magicamente o arracão de todas as invasões, e no santuário a estátua de bronze, "objeto mais velho, mais misterioso e mais sagrado de todo o mundo" fazendo do Arracão a terra budista por excelência, conservando a "imagem autêntica do Tathagata" (Em 1784 essa imagem foi levada para o "pagode de Arracão", em Mandalay). 
. A entrevista passando-se bem, o rei ficou convencido da boa fé dos portugueses.

## Mrauk-U
Quando o rei depois foi para sua capital Mrauk-U, Manrique também o encontrou là, e aproveitou-se para lhe pedir a construção duma igreja em Daingri-pet, onde estava estabelecida a comunidade portuguesa. O rei aceitou e a igreja foi sagrada em 20 de Outubro de 1630.

### Tesouro Real
Manrique teve ocasião de visitar o tesouro real, cujas peças mais valiosas tinham sido trazidas do Pegu pelo avô do rei,  Razagri quando tinha invadido a Birmânia, (já eram despojos de Aiutia, reino do Sião, que Bain-Naung rei do Pegu, tinha invadido em 1564).

#### Monarca Universal
Viu os brincos de rubis, os Chauk-na-gat, de valor fabuloso que brilhavam extraordinariamente, e o Elefante Branco, Elefante sagrado, um dos quatro que tinham vindo do Sião, os outros tendo morrido, "o símbolo da realeza", uma das sete «Jems», que o futuro "Monarca universal", budista, devia possuir : "O Monarca Universal seria o instrumento pelo qual a paz e a felicidade da Excelente Lei se estenderia a todo o mundo".
Segundo Maurice Collis, Sirisudhammaraja sonhava em vir a sêr aínda em vida esse Soberano universal. Possuía várias dessa "Jems", senão todas, a seu vêr.

## Ataque deUgulim
Manrique voltou para Dianga em Janeiro de 1631, mas em Maio de 1632, Xá Jeano, que havia quatro anos, tinha subido ao trono do império Mogol, "muçulmano fanático", e anti-cristão, ordenou ao vice-rei de Bengala "que marchasse contra Ugulim, (cidade do Bengala sob autoridade do Grão Mogol, onde se tinham estabelecido cerca de trezentos portugueses, casados maioritariamente com mestiças ou indianas, sendo o resto da população uns dez mil índios convertidos ao cristianismo) a saqueasse e a incendiasse em nome do profeta e no interesse do estado" pretextando que esses portugueses tinham relações comerciais com os piratas de Dianga, aliados do seu inimigo, o rei de Arracão. 
O vice-rei Cassim Cã, hesitou, porque os portugueses faziam muito medo nessa época, tendo a reputação de quase invencíveis. Mas acabou por atacar, com a ajuda dum renegado português Martim de Melo. A cidade não tinha muros, e afinal os cento e cinquenta mil homens da armada conseguiram invadir Ugulim depois dum cerco de mês e meio, a maior parte dos portugueses tendo conseguido escapar, estabelecendo-se na ilha de Saugar, na embocadura do rio Hugli, onde decidiram constituir uma colónia.
Entretanto o rei Sirisudhammaraja prevenido do ataque, mandou uma armada contra os mogóis, que chegou depois da tomada da cidade, mas conseguiu atacar a frota mogol que regressava a Daca, incendiando-a, e recuperando muitos despojos de Ugulim.

## Tratado com o Estado da Índia
Com seu sonho de império Universal, Sirisudhammaraja, estava ansioso de assinar um tratado de aliança com Goa, para atacar o império do Grão-Mogol.
Em Outubro ou Novembro de 1633 Manrique recebeu cartas que lhe pediam de voltar a Mrauk U, ajudar o embaixador Gaspar de Mesquita, que já se encontrava lá, enviado pelo vice-rei da Índia D. Miguel de Noronha. Tratava-se de concluir um tratado a pedido de Sirisudhammaraja. As negociações duraram cinco meses, até Março de 1634, mas afinal tal tratado não foi concluído, o embaixador constatando que Sirisudhammaraja tinha sonhos de império mundial, e o Estado da Índia não podendo desafiar o império Mogol, tornando-se seu inimigo. 
O Rei "profundamente desapontado" impediu Manrique de tornar a Dianga, dizendo que lhe tinha construído uma igreja, e que tinha de ficar, por isso temos o seu testemunho sobre o que aconteceu pouco depois.

## O Elixir
O rei tinha encontrado um "maometano" que passava por médico e possuidor de segredos ocultos. Foi tanta a confiança que lhe deu que este acabou de convencê-lo que bebendo certo elixir tornar-se-ia invencível, e poderia a partir de aí consagrar-se à conquista do mundo. Mas para fazer o elixir, necessitava, entre outros ingredientes de seis mil corações humanos !
O rei era budista, profundamente convencido, e matar seis mil pessoas parecia coisa muito contrária a seus preceitos. Mas o seu estado não era normal. Já havia algum tempo que o seu comportamento o indicava, e o embaixador português, assim como Manrique já o tinham constatado. O reino pacífico, de paz universal que cria fundar, tinha que começar por este sacrifício... Afinal concordou, e as suas armadas dedicaram-se a encontrar pessoas, perdidas, isoladas, para matá-las. Ao princípio a população não se apercebeu de nada, mas 6.000 pessoas que desapareciam não podiam ficar um segredo. Os soldados entravam nas casas abertas durante a noite, e afinal a verdade soube-se. As 6.000 pessoas foram realmente mortas, o "elixir" foi fabricado, mas a população, e não só, esperava pela vingança.

## Coroação
Entretanto tendo bebido o elixir, e agora assegurado de sobreviver à predição, o rei preparou a sua coroação que aconteceu em 23 de Janeiro de 1635. Foi muito magnífica, e antes de ser coroado ele mesmo, começou pela "Coroação dos Doze Reis" : o reine de Arracão estando dividido em doze províncias, cada uma com um Governador, fez coroar esses governadores. Eram imagens antecipadas dos verdadeiros reis que futuramente (segundo seus desejos) se ajoelhariam à sua frente. Manrique teve que assistir às majestosas cerimónias que tiveram lugar. Pouco depois pediu mais uma vez ao rei de o deixar partir, ao que este afinal consentiu. Por isso Manrique não relata a morte do rei, que aconteceu pouco depois.

## A morte: um "crime mágico"
Maurice Collis, historiador inglês muito conhecedor do Arracão escreveu "Na terra da Grande Imagem", que conta as viagens de Manrique, mas sobretudo, e através delas, e do seu testemunho, os acontecimentos da época no Arracão. Por isso quando os testemunhos de Manrique faltam, apoia-se sobre outros textos, mas também sobre seu proprio conhecimento do país, porque diz ele mesmo, não podia têr escrito esse livro "sem um conhecimento experimental da Índia inferior durante mais de duas décadas, uma exploração de dois anos nos locais do Arracão e o conhecimento, durante período semelhante, com o sr. San Shwe Bu", que lhe mostrou e lhe traduziu "manuscritos arracaneses, de folhas de palmeira".
O rei estava sob a influência de um mito budista, trocando o "normal pelo anormal". Esses manuscritos contam como a raínha Nat Rhan May ou Nat Xin Mé ("senhora do paraíso") conspirou com o Capitão geral das tropas do palácio, e Governador, de sangue real, Cutala (ou Thado). Quis suplantar o rei e por isso tentou enfeitiçamentos, que destruiriam a proteção dada ao rei pelo elixir. Toda a gente na época acreditava na magia, e os manuscritos também. Esses enfeitiçamentos vieram à orelha do rei pelo seu primeiro-ministro Lat Rone, e como diz Maurice Collis, foi certamente apenas isso que veio a matá-lo, só porque ele mesmo acreditando nesses poderes, interpretando tudo como ação deles, veio até enfraquecer e morrer. "Os manuscritos de fôlha de palmeira dizem que meses depois o Rei foi morto pela acção dos quadrados de Yatara".
Isso passava-se em 1638, Maurice Collis, supõe que o teriam envenenado depois de o terem "reduzido a um estado bem próximo da idiotia", como coup de grâce.
E concluí : "Que êle morresse envenenado, furioso, alucinado, enfeitiçado, é natural. Um Rei budista que, esquecendo a compaixão e o equilíbrio dos Oito Caminhos, abriu o espírito às sugestões malignas de um feiticeiro e matou os súbditos para obter poderes ocultos, descera a acompanhar com monstros, e por ter olhado para dentro do abismo, o abismo atraíra-o".
A morte de Tiri-tu-dama, segundo Collis "é considerada pelos arracaneses como o princípio da ruina da sua pátria." Deixou um filho vivo, Man:Ca-ne (Mengtsani), que foi proclamado rei, mas apenas sobreviveu um mês à morte do pai, oficialmente por "bexigas". A raínha Nat Xin Mé casou-se com Cutala, e quando à morte de Man:Ca-ne, o Conselho reuniu-se para ecolher um sucessor, as tropas de Cutala e da raínha cercaram o conselho. Cutala foi coroado, escolhendo o nome de Narapadigri, ou Narapati, para reinar.